# بحيرة لانغا لانغا
بحيرة لانغا لانغا هي بحيرة طبيعية في جزر سليمان تقع على الساحل الغربي من مالايتا بالقرب من العاصمة أوكي، طول البحيرة 21 كم وعرضها أقل من 1 كم.
اشتهر أهل البحيرة بمهارات بناء السفن وبالسياحة، كم يتوفر بها فرص الغوص.